# نودلمان ان-۳۷
نودلمان ان-۳۷ یک توپ خودکار هواپیما ۳۷ میلی‌متری (۱٫۴۶ اینچی) مورد استفاده اتحاد جماهیر شوروی بود. این جنگ‌افزار در طی جنگ جهانی دوم توسط وی.یا. نمنوف از (شرکت OKB -16 به مدیریت آلکساندرنودلمان) به عنوان جایگزین برای نودلمان-سوارنوف ان. اس-۳۷ طراحی شد و در سال ۱۹۴۶ وارد خدمت شد. این ۳۰ درصد از مدل قبلی خود، سبک‌تر بوده که با قیمتی ۲۳ درصد دارای سرعت دهانه کمتر در هنگام شلیک بود.
ان-۳۷ سلاحی قابل توجه بود که یک گلوله بزرگ را (۷۳۵ گرم / ۲۶ اونس HEI-T، ۷۶۰ گرم / ۲۷ اونس AP-T) شلیک می‌کرد. سرعت دهانه آن هنوز قابل توجه بود، اما سرعت شلیک آن تنها ۴۰۰ گلوله در دقیقه بود.
لگد توپ قابل‌توجه بوده و گازهای زائد این سلاح برای هواپیماهای جنگنده توربوجت، و همچنین یافتن فضایی برای توپ و مقدار مفیدی از مهمات مشکل‌ساز بود، اما یک گلوله از این توپ، غالباً برای از بین بردن یک بمب‌افکن کفایت می‌کرد.
ان-۳۷ در جنگنده‌های میگ-۹، میگ-۱۵، میگ-۱۷، مدل‌های اولیه میگ-۱۹ و یاکوولف یاک-۲۵ و چندین هواپیمای دیگر مورد استفاده قرار گرفت.

## گونه‌ها

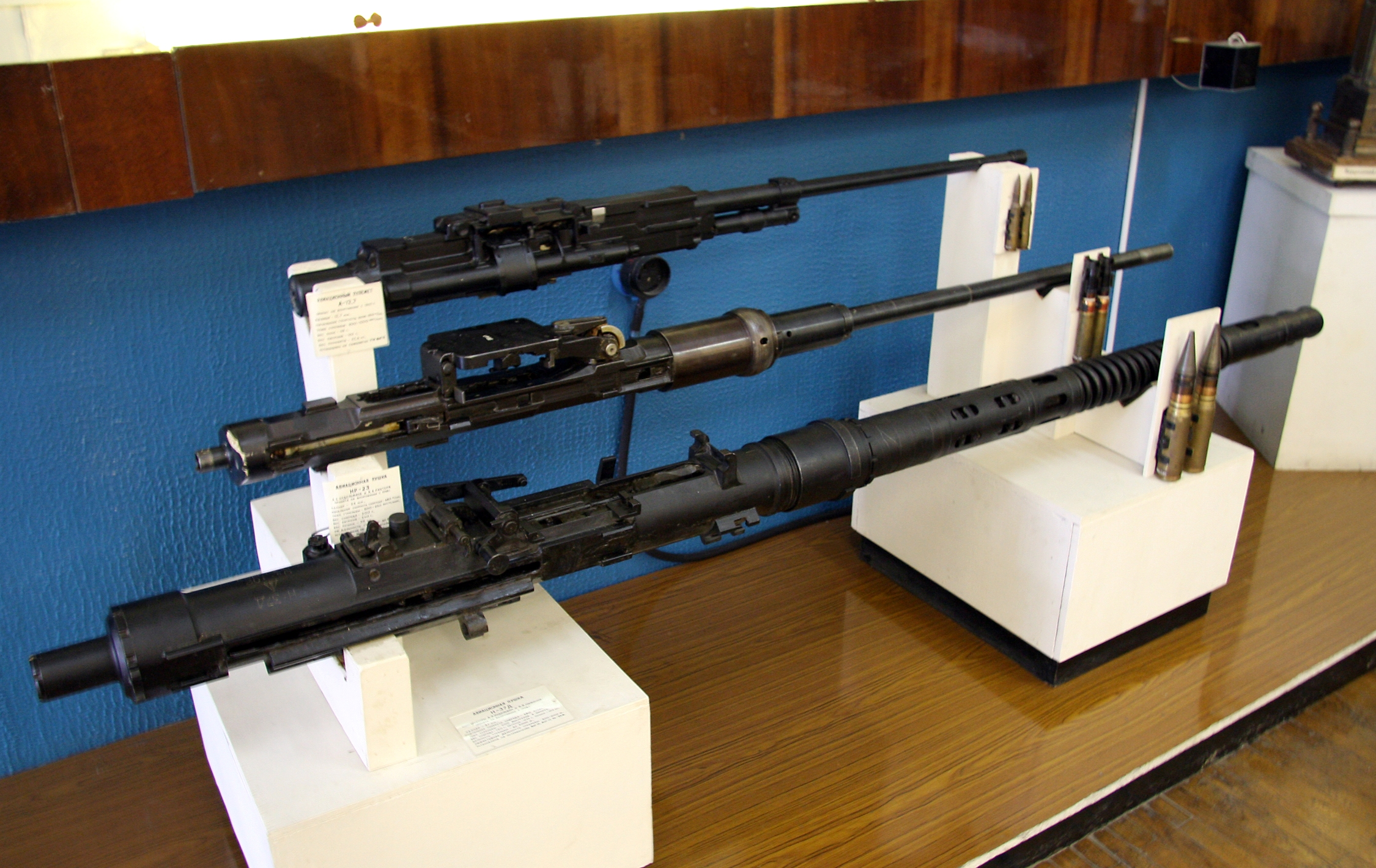
ان-۳۷ دی

- ان-۳۷

گونه پایه بدون شعله پوش (Muzzle brake)
- ان-۳۷ دی

گونه دارای شعله پوش
- ان-۳۷ ال

گونه به دارای لوله به طول ۱٬۹۵۰ میلی‌متر، بدون شعله پوش
- ان. ان-۳۷

ان-۳۷ ال گونه بهبود یافته‌ای از این توپ بود، که در اواخر دهه ۱۹۵۰ برای هواپیمای شناسایی یاک-۲۷ توسعه یافت.ان. ان-۳۷ با ان-۳۷ ال در داشتن یک شتاب‌دهنده پنوماتیک ضد پس زدگی (لگد) متفاوت بود، بنابراین به نرخ آتش ۶۰۰ الی ۷۰۰ دور بر دقیقه دست یافت. مکانیسم تغذیه مهمات نیز در این نسخه بازطراحی شد.
- توپ هوایی تیپ ۳۷

ویرایش تولید شده در چین

## تولید
آرشیو اتحاد جماهیر شوروی تعداد تولید توپ‌های زیر را به تفکیک سال نشان می‌دهد:
- ۱۹۴۷ — ۵۱۸ قبضه
- ۱۹۴۸ — ۵۰۸ قبضه
- ۱۹۴۹ — ۱٬۳۱۴ قبضه
- ۱۹۵۰ — ۳٬۰۴۳ قبضه
- ۱۹۵۱ — ۳٬۸۸۵ قبضه
- ۱۹۵۲ — ۴٬۴۳۳ قبضه
- ۱۹۵۳ — ۴٬۶۰۰ قبضه
- ۱۹۵۴ — ۱٬۷۰۰ قبضه
- ۱۹۵۶ — ۲۸۵ قبضه

## جنگ اقزارهای قابل مقایسه
- توپ خودکار ام ۴

## کتابشناسی
- Koll, Christian (2009). Soviet Cannon - A Comprehensive Study of Soviet Arms and Ammunition in Calibres 12.7mm to 57mm. Austria: Koll. p. 341. ISBN 978-3-200-01445-9. Archived from the original on 2009-10-19. Retrieved 2020-12-12.
- Широкорад А. Б. (۲۰۰۱) История авиационного вооружения Харвест (Shirokorad A.B. (2001) Istorya aviatsionnogo vooruzhenia Harvest. شابک ‎۹۸۵−۴۳۳−۶۹۵−۶) (History of aircraft armament)